# Piet Cronjé
Pieter Arnoldus Cronjé (4 oktober 1836 – 4 februari 1911) was een Zuid-Afrikaans generaal tijdens de Eerste- en Tweede Boerenoorlog.

## Vroegere leven
Cronjé werd geboren in de Kaapkolonie. Hij trok samen met zijn ouders tijdens de Grote Trek naar Transvaal. Hij woonde in de buurt van Potchefstroom. Op twaalfjarige leeftijd was hij reeds aanwezig bij de Slag bij Boomplaats.

## Eerste Boerenoorlog
Cronjé speelde een rol in de aanleiding van de oorlog, toen hij tijdens een openbare veiling de in beslag genomen ossewa van veldkornet Piet Bezuidenhout heroverde op de Britse belastingambtenaars. In de door de boeren zo genoemde Eerste Vryheidsoorlog verwierf hij reputatie met de belegering van een Brits garnizoen bij Potchefstroom. In deze dagen had hij een kenmerkend voorkomen door zijn lange zwarte baard. 

## Jameson Raid
Op 2 januari 1896 maakte zijn leger een einde aan de Jameson Raid.

## Tweede Boerenoorlog
Gedurende de Tweede Boerenoorlog was Cronjé prominent, maar meestal niet succesvol, aanwezig op het westelijke front. Hij begon de belegering van Kimberley en Mafikeng (verdedigd door Robert Baden-Powell), maar wist geen van beide steden in te nemen.
Bij de Slag bij de Twee Rivieren openden zijn mannen al op grote afstand (meer dan een kilometer) het vuur op de Britten die nietsvermoedend oprukten richting zijn ingegraven posities; als de mannen van Cronjé conform het plan gewacht hadden tot de Britten dichtbij gekomen waren was een bloedbad onvermijdelijk geweest. Ook had Cronjé de artillerie zo opgesteld dat de rechterflank niet gesteund kon worden, met als gevolg dat de Britten daar doorbraken.
Cronjé heeft geprobeerd de daaropvolgende Slag bij Magersfontein te voorkomen; hij wilde Magersfontein opgeven en het verderop gelegen Spytfontein verdedigen. Door ingrijpen van president Steyn (gestuurd door president Kruger) werd Magersfontein toch verdedigd, ondanks de inzet van Cronjé. Bij Magersfontein sloegen de Boeren een aanval van het Britse leger succesvol af, waarmee de Britse opmars naar het noorden voor twee maanden werd gestuit. 
In februari 1900 werd Cronjé gevangen tijdens de Slag bij Paardeberg, waar hij zich had laten opsluiten in een onhoudbare stelling; een poging om hem te ontzetten (zodat hij met zijn troepen kon ontkomen) werd door hem niet benut (waarschijnlijk omdat hij zijn ossenwagens en bagage niet wilde achterlaten). Na een belegering van een week moest hij zich met vierduizend strijders (en zijn vrouw) kansloos overgeven. Als krijgsgevangene werd hij naar Sint Helena gestuurd waar hij tot het einde van de oorlog, in 1902 verbleef. Publicitair was zijn overgave een zware klap voor de Boeren.

## Verwijzingen
In Nederland zijn veel straten naar generaal Cronjé vernoemd. In de Haarlemse Transvaalwijk is de Generaal Cronjéstraat de belangrijkste winkelstraat.
- Gemeinsame Normdatei: 1049315979
- International Standard Name Identifier: 0000 0001 4067 1448
- Library of Congress Control Number: no2011133322
- SNAC: w6bk2zc2
- Virtual International Authority File: 177724943
- WorldCat: E39PBJdrHVbf63BfXCKT7Bk7HC